# Нове Погреб'я
Нове Погреб'я (рум. Pohrebea Nouă) — село в Молдові, на разі контролюється самопроголошеною Придністровською Молдавською Республікою. Входить до складу Новокомісарівської сільської ради.
Станом на 2004 рік у селі проживало 11,2% українців.